# Hymenia perspectalis
Hymenia perspectalis is een vlinder uit de familie van de grasmotten (Crambidae), uit de onderfamilie van de Spilomelinae. De wetenschappelijke naam van deze soort is voor het eerst gepubliceerd in 1796 door Jacob Hübner.
De soort komt voor in:
- het Afrotropisch gebied (Nigeria, Kameroen, Equatoriaal Guinea, Congo-Kinshasa, Tanzania, Zambia, Namibië, Zuid-Afrika, Seychellen (Aldabra), Comoren, Madagaskar),
- het Oriëntaals gebied (India, Sri Lanka, Bhutan, Bangladesh, Myanmar, Thailand, Vietnam, Maleisië (Sarawak), Taiwan, Singapore, Filipijnen, Indonesië, China),
- het Palearctisch gebied (Japan),
- het Australaziatisch gebied (Papoea-Nieuw-Guinea,  Australië),
- het Nearctisch gebied (Canada, de Verenigde Staten),
- het Neotropisch gebied (Bermuda, Cuba, Jamaica, Haïti, de Dominicaanse Republiek, Puerto Rico, Trinidad en Tobago, Kaaimaneilanden, Antigua en Barbuda, Guadeloupe, Martinique, Curaçao, Mexico, Guatemala, Belize, El Salvador, Honduras, Nicaragua, Costa Rica, Panama, Colombia, Venezuela, Ecuador, Peru, Brazilië, Bolivia, Argentinië, Uruguay).